# محمد بن هاشم بن طاهر
محمد بن هاشم بن طاهر (1300 - 1380 هـ) مؤرخ وشاعر وتربوي وشيخ الصحافة الحضرمية ورائد الدعوة إلى التجديد في حضرموت. زاول مهنة التعليم والتدريس مدة طويلة بحضرموت وإندونيسيا. وشارك في نشاطات كثيرة، واشترك في هيئات وجمعيات متعددة، وتولى الأستاذية بمدارس عدة، وأدخل على المناهج الدراسية تطويرات وتحسينات، وكتب العديد من المقالات في الصحف الجاوية.

## نسبه
محمد بن هاشم بن عبد الرحمن بن عبد الله بن حسين بن طاهر بن محمد بن هاشم بن عبد الرحمن بن عبد الله بن عبد الرحمن بن محمد مغفون بن عبد الرحمن بابطينة بن أحمد بن علوي بن الفقيه أحمد بن عبد الرحمن بن علوي عم الفقيه المقدم بن محمد صاحب مرباط بن علي خالع قسم بن علوي بن محمد بن علوي بن عبيد الله بن أحمد المهاجر بن عيسى بن محمد النقيب بن علي العريضي بن جعفر الصادق بن محمد الباقر بن علي زين العابدين بن الحسين السبط بن علي بن أبي طالب، وعلي زوج فاطمة بنت محمد ﷺ.
فهو الحفيد 32 لرسول الله محمد ﷺ في سلسلة نسبه.

## مولده ونشأته
ولد بقرية المسيلة موطن أباه سنة 1300 هـ، ونشأ في كنف أسرته ورجال العلم. ولشدة ذكائه وسريع فهمه فاق زملاءه حتى أصبح ينوب عن شيوخه في غيابهم. وبسبب ميوله النهضوية اختار مغادرة حضرموت والسفر إلى جاوة التي كانت محطة لهجرة كثير من الحضارم.

## شيوخه
تلقى في المسيلة وتريم وسيئون عن علماء وأخذ من طوائف الأئمة والمرشدين الإجازة منهم:
| - محمد بن عثمان بن يحيى - محمد بن عقيل بن يحيى - أبو بكر بن عبد الرحمن بن شهاب الدين - حسن بن علوي بن شهاب الدين | - عبد الله بن عمر الشاطري - محمد بن علي الخطيب - عيدروس بن عمر الحبشي - أحمد بن عبد الله بن طاهر | - عبد اللاه بن حسن البحر - حسن بن عوض مخدم - علي بن محمد بن حسين الحبشي - حسين بن محمد بن حسين الحبشي | - سيدة بنت عبد الله بن طاهر - عبد الله بن محسن السقاف - طه بن عبد القادر السقاف |

## أعماله
رحل إلى جاوة بإندونيسيا سنة 1325 هـ وأقام مدة طويلة بها، حيث زاول التجارة، ولكنه سرعان ما تركها والتحق بمهنة التدريس وتولى إدارة مدرسة المنور في فاليمبانغ، ثم مدارس جمعية خير في جاكرتا، ثم مدرسة شمائل الهدى في بيكالونغان، ثم مدرسة حضرموت في سورابايا.
كان يكتب في الصحف العربية في مصر وملايا وإندونيسيا. وكانت جريدة «الإصلاح» بسنغافورة أولى الميادين لجولاته الصحافية قبل إصداره جريدته الخاصة «البشير» سنة 1332 هـ وجريدته «الميزان»، ثم عندما ظهرت في عالم الصحافة جريدة «الإقبال» بسورابايا سنة 1334 هـ كان له الإشراف على كل مسطور فيها على بعد الدار ببيكالونغان فوق مقالاته وغير مقالاته بها حتى إذا خلفتها جريدة «حضرموت» بسورابايا سنة 1341 هـ تولى رئاسة تحريرها إلى أن كان الوداع عند التخلي عنها بمقال مؤثر نشرته له في 20 صفر سنة 1344 هـ، وساهم أيضا في مجلة «الرابطة العلوية» التي يصدرها أحمد بن عبد الله السقاف بجاكرتا. وفي بيكالونغان بتوجيهاته أصدر الطلبة مجلة «المدرسة» حيث نبغ عليه وبخاصة في جاوة طوائف من مختلف الطبقات والأجناس، وأخذ بعضهم بتحرير مقالات أدبية واجتماعية في عدد من المجلات هناك.
يجيد محمد بن هاشم اللغتين الملايو والانجليزية كتابة وخطابة بجانب اللغة العربية، وله في الكتابة أسلوب خاص، أعجب به الأدباء، وألّف الكتب المدرسية باللغة العربية للمدارس الإسلامية في إندونيسيا وقد طبعت منها «مدارج الإنشاء» و«مبادئ علم الطبيعة» ووضع الأناشيد المدرسية، وأدخل إصلاحات واسعة في المدارس والتعليم على أحدث الأساليب في ذلك الوقت، وما كانت المدارس الأخرى تتخذها بعد.
ترأس بعثة من طلبته إلى مصر في شوال سنة 1344 هـ حيث التحقوا بمختلف المدارس، وألقى في القاهرة عدة محاضرات في عدد من النوادي، فكانت محاضراته تقابل بالإعجاب والاستحسان، وأهدت له دار الفنون فنا في رسم جميل، كتابة فيها اسمه، ففي القاهرة كان متصلا برجال الفضل والعلماء واستمرت هذه العلاقات حتى بعد سفره إلى حضرموت، فكانت رسائلهم تأتي إليه. وفي أثناء إقامته بالقاهرة استحثه آل الكاف بتريم في العودة إلى حضرموت، فعاد سنة 1345 هـ وتولى نظارة مدرسة جمعية الحق بتريم، واشتغل بالتأليف وإلقاء المحاضرات بنادي الشبيبة المتحدة ونادي الإخاء وتقديم التوجيهات لمجلة «الإخاء» التي تصدرها جمعية الأخوة والمعاونة. ثم عينته الحكومة الكثيرية بسيئون كسكرتير للجنة الوطنية والشؤون القضائية كما استعين به في الشؤون التاريخية فكانت له ترددات إلى سيئون وإقامة بها، وظل بها حتى استقال وتفرغ لشؤون التعليم وبخاصة المدرسة السلطانية بمدينة سيئون.

## من شعره
يكشف شعره عن ثقافة واسعة متعددة الجوانب، وتتنوع معالجاته بين رصد خبرات الحياة واستخلاص ما فيها من حكمة، ورثاء أعلام عصره وشيوخه، والمدح، وشكوى الزمان، وعتاب جريدة «وادي النيل»، وامتداح العلم والسعي إليه، والإخوانيات. عبارته واضحة، تميل إلى الخطابية، ودور الخيال في شعره محدود.

## مؤلفاته
له كتب نافعة، منها:
| - «تاريخ الدولة الكثيرية» - «الخريت شرح منظومة اليواقيت» - «رحلة إلى الثغرين، الشحر والمكلا» - «شرح ورد عبد الله بن حسين بن طاهر» | - «الدور الكافي المسمى تاريخ الثروة الكافية ورجالها» - «ذكرياتي» - «تاريخ جاوة» - «النوافح الوردية في تقويم الهند الهولندية» |

## وفاته
توفي بتريم في شهر صفر سنة 1380 هـ، ودفن بمقبرة زنبل.

### استشهادات
1. ↑  الزركلي، خير الدين (2002). الأعلام (PDF). بيروت، لبنان: دار العلم للملايين. ج. السابع. ص. 129. مؤرشف من الأصل (PDF) في 2024-03-27.
2. ↑  القضماني، محمد ياسر (2014). السادة آل باعلوي وغيض من فيض أقوالهم الشريفة وأحوالهم المنيفة. دمشق، سوريا: دار نور الصباح. ص. 227.
3. ↑  السقاف، عبد الله بن محمد (1934). تاريخ الشعراء الحضرميين. القاهرة، مصر: مطبعة حجازي. ج. الخامس. ص. 289.
4. ↑  "محمد بن هاشم شيخ الصحافة الحضرمية والداعي إلى التحديث في حضرموت". شبوة برس. مؤرشف من الأصل في 2024-08-24.
5. ↑  المشهور، عبد الرحمن بن محمد (1984). شمس الظهيرة (PDF). جدة، السعودية: عالم المعرفة. ج. الثاني. ص. 593. مؤرشف من الأصل (PDF) في 2020-05-01.
6. ↑  بن طاهر، محمد بن هاشم (2002). حضرموت تاريخ الدولة الكثيرية. تريم، اليمن: تريم للدراسات والنشر.
7. ↑  "محمد بن هاشم بن طاهر". معجم البابطين لشعراء العربية في القرنين التاسع عشر والعشرين. مؤرشف من الأصل في 2024-08-24.
8. ↑  المرعشلي، يوسف بن عبد الرحمن (2006). نثر الجواهر والدرر في علماء القرن الرابع عشر وبذيله عقد الجوهر في علماء الربع الأول من القرن الخامس عشر. بيروت، لبنان: دار المعرفة. ج. الثاني. ص. 1525.

## وصلات خارجية
- محمد بن هاشم رائد التحديث - مهارات.